# Michael Tieber
Michael Tieber (Weiz, 4 settembre 1988) è un calciatore austriaco, attaccante del Loipersdorf.